# Sigrid Brandstetter
Sigrid Brandstetter (* 22. Februar 1980 in Wien) ist eine österreichische Sängerin, Schauspielerin, Autorin und Regisseurin.

## Leben
Sigrid Brandstetter stammt aus einer sehr musikalischen Familie. Schon im Alter von 8 Jahren begann sie eine Violinausbildung, die sie 9 weitere Jahre fortsetzte. Noch während der Schulzeit erhielt sie Gesangs- und Tanzunterricht, machte durch erste Schreiberfolge auf sich aufmerksam und besuchte nach absolviertem Abitur in Hamburg die Stage School of Music, Dance and Drama.
Nach dem Diplom folgte die erste Hauptrolle in dem Musical My Fair Lady im St.-Pauli-Theater in Hamburg. Weitere Engagements führten sie nach Fürth (Into the woods) und Füssen im Allgäu (Ludwig – Sehnsucht nach dem Paradies) und schließlich in ihre Heimatstadt, wo sie unter anderem als Äffchen Tumbili im Kindermusical Simba im Theater Akzent begeisterte und an die Vereinigten Bühnen Wien.
Dort war Sigrid Brandstetter in der Jubiläumsinszenierung von Elisabeth am Theater an der Wien (sowie in Triest, Italien) als Helene von Wittelsbach, in den erfolgreichen Weihnachtsgalas der VBW Musical Christmas in Vienna als Solistin, und in der Welturaufführung des Kunze/Levay Musicals Rebecca im Raimundtheater zu sehen.
Wieder in Deutschland, war Sigrid Brandstetter als Audrey in Der kleine Horrorladen im Theater Lüneburg unter der Regie von Helga Wolf zu erleben und feierte im Sommer 2008 große Erfolge als Anita in der West Side Story der Thunerseespiele.
Anschließend folgten Hauptrollen im Staatstheater Kassel in My Fair Lady (Eliza), im Theater Lüneburg in Jekyll & Hyde (Lisa Carew), im Staatstheater Darmstadt in Jesus Christ Superstar (Maria Magdalena) sowie am Theater Chemnitz in Evita (Evita), Anita in "West Side Story" (Tecklenburg, Oper Magdeburg), Amneris in Aida (Staatstheater Darmstadt), "Betty Schaefer" in Sunset Boulevard (Oper Magdeburg) sowie Lilli Vanessi/Katharine Minola in Kiss me, Kate (Burgfestspiele Bad Vilbel).
Sigrid Brandstetter ist auch als Autorin tätig. In der Zusammenarbeit mit dem bekannten Komponisten Alexander Wagendristel entstanden Stücke wie z. B. Dunant – das Musical, Christkind versus Weihnachtsmann, Der Räuberhauptmann und anderes. Beide Künstler sind bekannt für ihre breitgefächerten und unkonventionellen Werke, von Oper bis Chanson.
Sigrid Brandstetter ist begeisterte Mopsliebhaberin und Sammlerin diverser Themengebiete. Ihre Freizeit verbringt sie in ihrem Landhaus im Weinviertel in Niederösterreich.